# جانگ ته سونگ
جانگ ته سونگ (کره‌ای: 장태성؛ زادهٔ ۲۷ سپتامبر ۱۹۸۰) بازیگر اهل کره جنوبی است. او بیشتر به خاطر بازی در نقش مارو در سریال سرزمین بادها شناخته میشود همچنین او بیشتر نقش‌های مکمل را بازی کرده‌است.

## فیلم‌شناسی
فیلم‌شناسی
- هرچه بادا باد
- سرزمین بادها
- تولد یک پولدار
- سقوط به خاطر بی‌گناهی